# Niccolò Ammaniti
Niccolò Ammaniti (Róma, 1966. szeptember 25. –) olasz író, 2007-ben a Premio Strega nyertese a Come Dio comanda (Ahogy Isten parancsolja) című művéért.
2001-ben az Én nem félek (Io non ho paura) című regényével vált ismertté, amelyből később Gabriele Salvatores rendezésével film is készült.

## Életrajza
Rómában született. Biológiai tudományokat tanult az egyetemen, és bár diplomáját nem fejezte be, első regénye, a Branchie (1994-ben az Ediesse, majd 1997-ben az Einaudi kiadásában jelent meg) még befejezetlen disszertációjából merített. 1999-ben Branchie-t egy azonos című filmbe adaptálták. 1995-ben Ammaniti és apja, Massimo kiadták a Nel nome del figlio című esszét. 1996-ban nővérével együtt szerepelt a Growing Artichokes in Mimongo című alacsony költségvetésű filmben.
1996-ban jelent meg egy Luisa Brancaccioval közösen írt kisregény a Daniele Brolli által szerkesztett Gioventù Cannibale című antológiához, csakúgy, mint egy novellagyűjtemény, a Fango.
1999-ben jelent meg a Magammal viszlek (Ti prendo e ti porto via), című regény, 2001-ben pedig a Nem félek (Io non ho paura), amely 2001-ben elnyerte a Viareggio-díjat, és Gabriele Salvatores rendezte film készült 2003-ban.
2006-ban megjelentette Come Dio comanda című könyvét, amely elnyerte a Strega-díjat. A regényt ismét Gabriele Salvatores adaptálta filmre.
2009-ben kiadta a Che la festa cominci, 2010-ben pedig az Io e te (Én és te) című művét, amelyből később Bernardo Bertolucci rendezett filmet. A Bertolucci, Ammaniti és mások által közösen írt forgatókönyvet jelölték a legjobb forgatókönyv kategóriában a 2013-as David di Donatello-díjátadón és a 2013-as olasz Golden Globe-on.
2015-ben megjelentette Anna című regényét.

## Művei
- Branchie, Roma, Ediesse, 1994. ISBN 88-230-0135-8; Torino, Einaudi, 1997. ISBN 88-06-14354-9
- Ti prendo e ti porto via, Milano, Mondadori, 1999. ISBN 88-04-46824-6
- Io non ho paura, Torino, Einaudi, 2001. ISBN 88-06-14210-0
- Come Dio comanda, Milano, Mondadori, 2006. ISBN 88-04-50279-7
- Che la festa cominci, Torino, Einaudi, 2009. ISBN 978-88-06-19101-6
- Io e te, Torino, Einaudi, 2010. ISBN 978-88-06-20680-2
- Anna, Torino, Einaudi, 2015. ISBN 978-88-06-22775-3
- La vita intima, Torino, Einaudi, 2023. ISBN 978-88-06-25515-2

### Magyarul megjelent
- Én nem félek (Io non ho paura) – Európa, Budapest, 2008 (Modern könyvtár) · ISBN 9789630786331 · Fordította: Matolcsi Balázs
- Ahogy Isten parancsolja (Come Dio comanda) – Noran, Budapest, 2008 · ISBN 9789639716551 · Fordította: Matolcsi Balázs
- Magammal viszlek (Ti prendo e ti porto via) – Európa, Budapest, 2009 · ISBN 9789630788274 · Fordította: Matolcsi Balázs
- Én és Te (Io e te) – Európa, Budapest, 2012 · ISBN 9789630793636 · Fordította: Matolcsi Balázs

## Fordítás
- Ez a szócikk részben vagy egészben  a   Niccolò Ammaniti című angol Wikipédia-szócikk fordításán alapul.  Az eredeti cikk szerkesztőit annak laptörténete sorolja fel. Ez a jelzés csupán a megfogalmazás eredetét és a szerzői jogokat jelzi, nem szolgál a cikkben szereplő információk forrásmegjelöléseként.